# Alcyonium palmatum
 (juillet 2025).
Si vous disposez d'ouvrages ou d'articles de référence ou si vous connaissez des sites web de qualité traitant du thème abordé ici, merci de compléter l'article en donnant les références utiles à sa vérifiabilité et en les liant à la section « Notes et références ».
Espèce
Alcyonium palmatum est une espèce de coraux mous de la famille des Alcyoniidae. Elle est communément appelée main de mort ou doigts rouges de la mer en raison de son apparence caractéristique.

## Description
Alcyonium palmatum forme des colonies ramifiées ou lobées pouvant atteindre jusqu’à 30 cm de haut. Les colonies sont généralement de couleur rouge, rose, orange ou rouge foncé. La surface est légèrement rugueuse et coriace à cause des sclérites présentes dans le mésoglée.
Les polypes, de couleur blanche et translucide, émergent pour se nourrir, donnant à la colonie un aspect duveteux. Chaque polype possède huit tentacules plumeux.
La colonie peut se contracter et paraître flasque en l'absence d'eau, ou au contraire gonfler lorsqu'elle est immergée, car l’eau y est pompée pour rigidifier les tissus.

## Répartition et habitat
L'espèce est présente dans l'Atlantique nord-est (depuis les Norvège jusqu'à celles du Portugal) et en mer Méditerranée.
Elle se trouve de la zone sublittorale jusqu'à environ 100 m de profondeur, souvent fixée sur des substrats rocheux, des coquillages ou des galets. Elle affectionne particulièrement les zones exposées aux forts courants, pauvres en lumière, là où les algues ne prolifèrent pas.

## Biologie
La colonie est généralement gonochorique (un seul sexe par colonie), mais quelques cas d'hermaphrodisme ont été observés. La reproduction a lieu en hiver, principalement en décembre et janvier.
Les gamètes sont libérés dans l’eau de mer où la fécondation externe a lieu. Il en résulte une larve ciliée, appelée planula, qui flotte quelque temps avant de se fixer sur un substrat et de se transformer en polype.
A. palmatum est une espèce azooxanthellée : elle ne contient pas d'algues symbiotiques comme certaines autres espèces de coraux. Elle se nourrit principalement de plancton capturé par ses tentacules.

## Écologie
Les colonies se développent plus activement au printemps. À la fin de l'été, les polypes se rétractent et la colonie se recouvre souvent d’algues, d’hydrozoaires ou d’autres organismes épibiontes, ce qui lui donne un aspect brun-rougeâtre.
Elle est sensible à la sédimentation excessive et n’est pas adaptée à la vie en aquarium tropical.

## Galerie

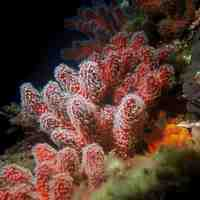
Colonie avec polypes étendus.
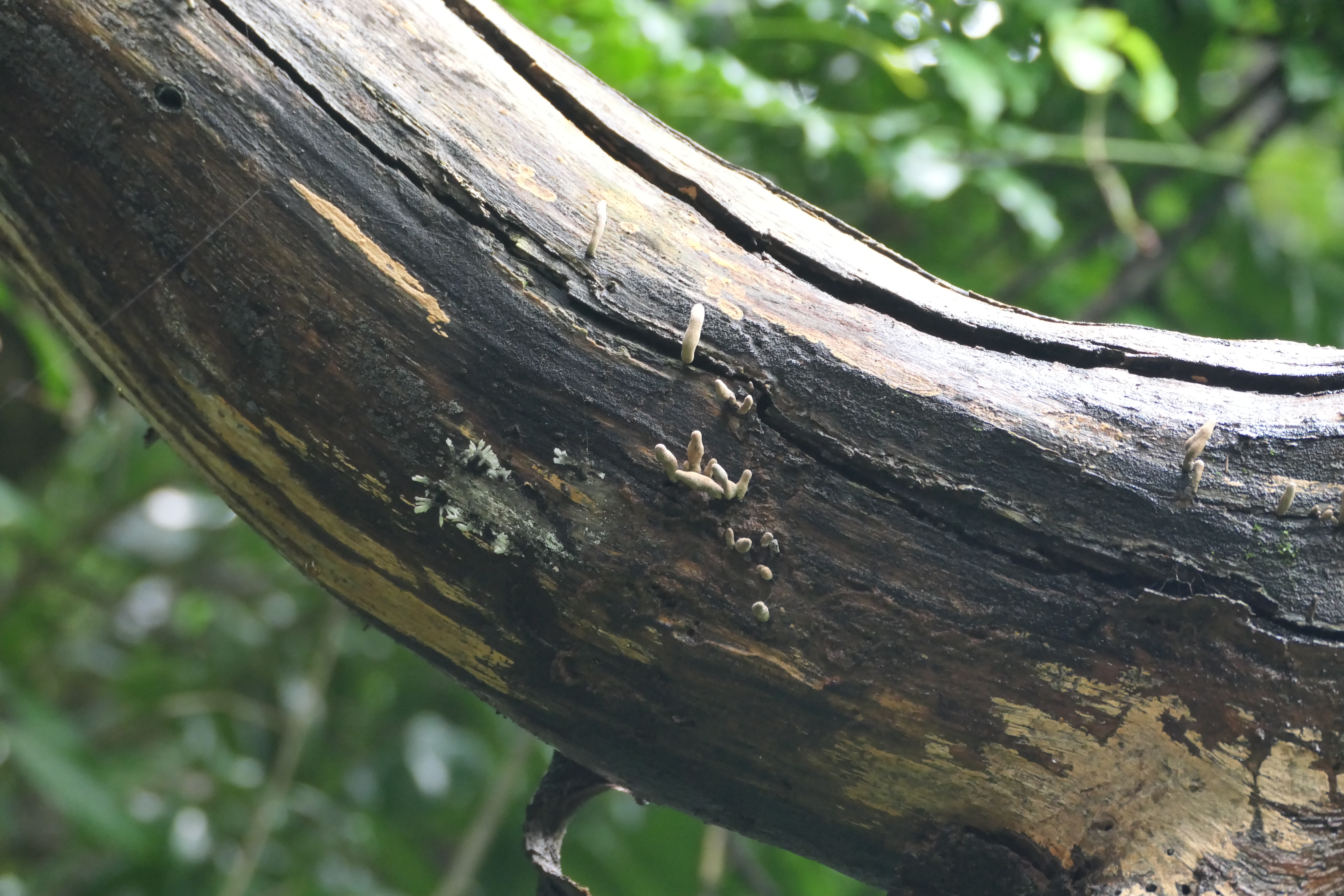
Aspect contracté de la colonie.

## Dénominations
- Anglais : Dead man's fingers, Broccoli coral[1]
- Allemand : Diebeshand
- Espagnol : Mano de muerto

## Systématique
Le nom valide complet (avec auteur) de ce taxon est Alcyonium palmatum Pallas, 1766.
Alcyonium palmatum a pour synonymes :
- Alcyonium adriaticum Kükenthal, 1907
- Alcyonium palmatum f. adriaticum Kükenthal, 1907
- Lobularia palmata (Pallas, 1766)